# Conrad Michael Schneider
Conrad Michael Schneider   (Ansbach, 1673 (<28 d'agost de 1673) - Ulm, 23 de novembre de 1752) va ser un compositor, organista i director musical alemany.

## Biografia
Schneider era fill de l'organista Ansbach Abdias Schneider. El 1695 va ser registrat com a estudiant a la Universitat de Leipzig. L'agost de 1699 va assumir el càrrec d'organista a la cúpula d'Ulm, on va ajudar el principal organista Sebastian Anton Scherer. Després de la mort de Scherer el 1712, Schneider va assumir el seu càrrec. El seu fill era el violinista i flautista Georg Ludwig Sartori.

## Treballs
A Augsburg, Schneider va publicar cinc exercicis de piano amb Tobias Conrad Lotter, els primers dels quals van ser gravats en coure per Jacob Andreas Fridrich. Consisteixen en obertures, gavottes, àries, chaconnas, minuets, trios, concerts i gigues. Una música de passió perduda de Schneider es va interpretar a Ulm el juny de 1725.